# Cavallo sportivo

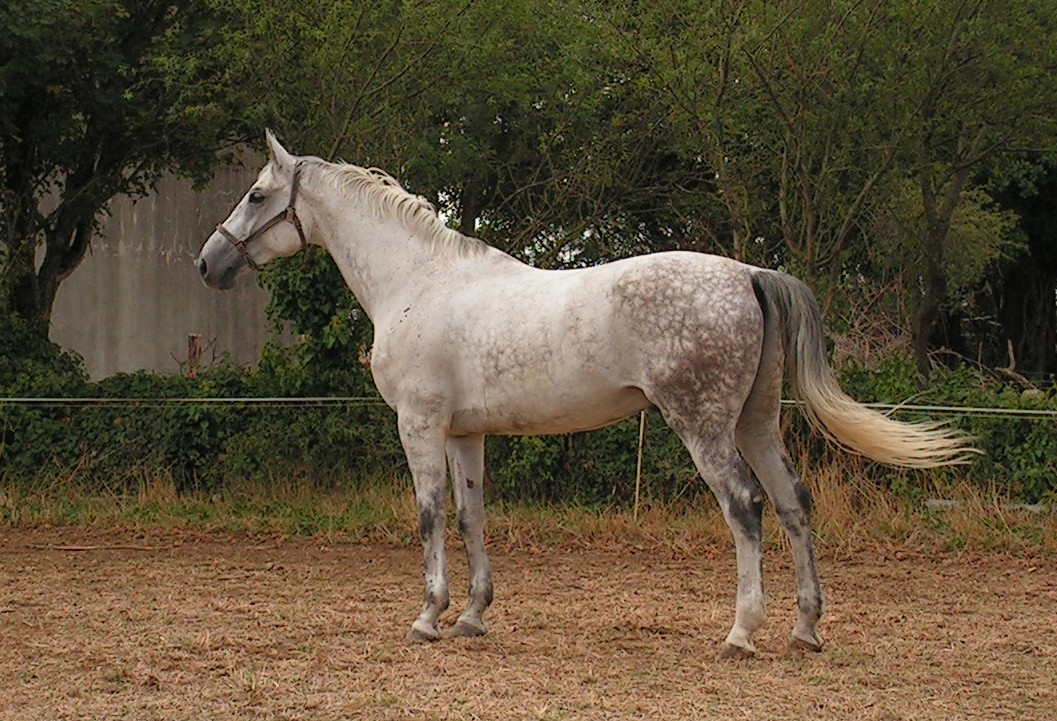
Buona conformazione del cavallo sportivo: spalla inclinata, collo arcuato, schiena discendente, buona muscolatura e corretta angolazione degli arti.

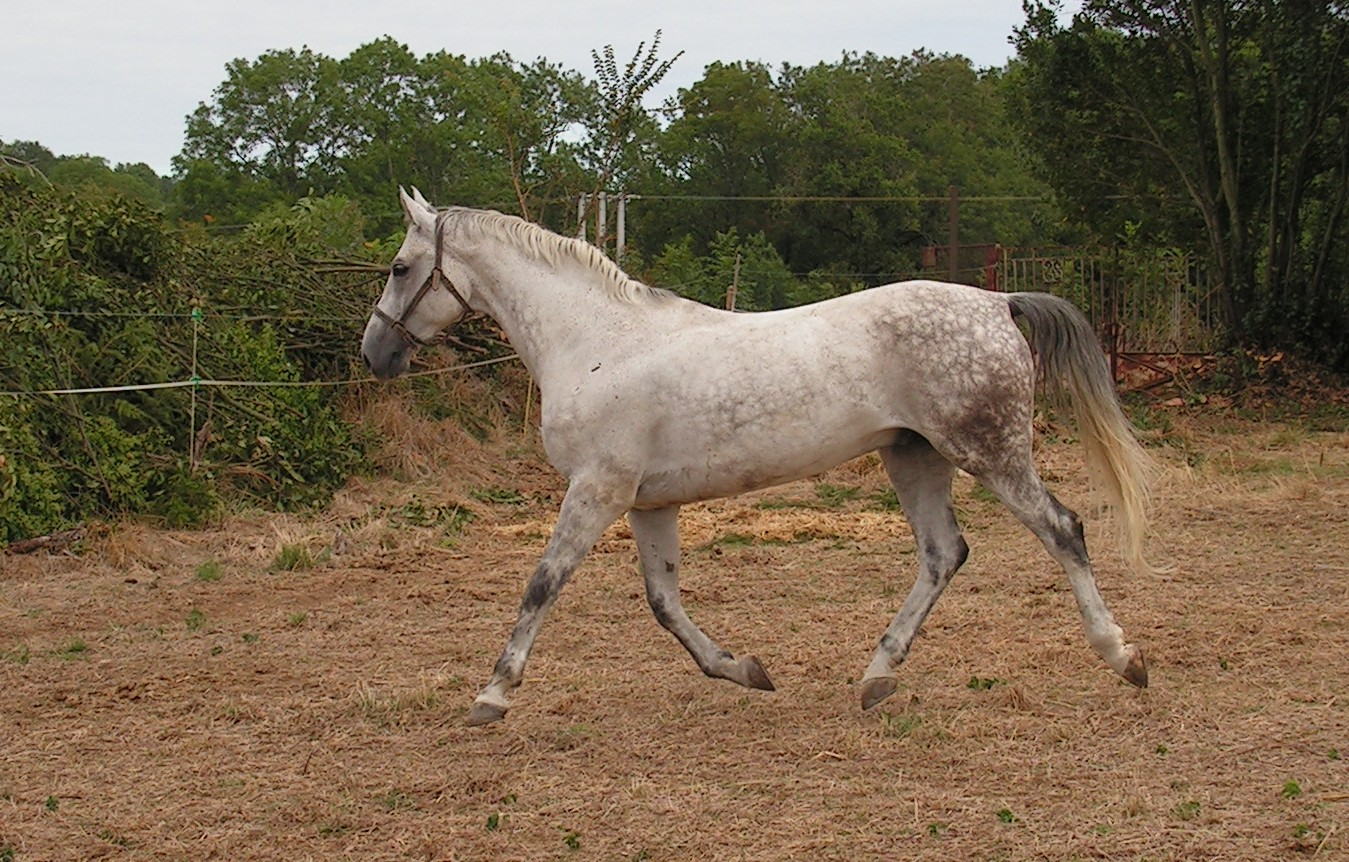
Un trotto che mostra un tempo di sospensione naturale.

Un cavallo sportivo è un genere di cavallo, più che una razza particolare. Il termine viene solitamente attribuito ai cavalli allevati per dressage, completo, salto ostacoli e attacchi - i tradizionali sport equestri olimpici -, ma la definizione precisa varia. Negli Stati Uniti, i cavalli utilizzati nella monta da caccia e nelle competizioni di caccia sono spesso classificati come cavalli sportivi, mentre lo Show Hunter britannico è classificato come "cavallo da esposizione".
I cavalli utilizzati per le discipline di monta western ,monta "Saddle" o qualsiasi forma di corsa di cavalli non sono generalmente descritti come cavalli sportivi.

## Allevamento
I cavalli sportivi sono allevati per qualità specifiche di conformazione, movimento e temperamento. Lo scopo della selezione di cavalli sportivi in tutto il mondo varia poco, ma la definizione esatta di "cavallo sportivo" differisce leggermente da paese a paese. Nel Regno Unito, il termine "cavallo sportivo" si riferisce a qualsiasi cavallo adatto al dressage, al completo o al salto ostacoli . Negli Stati Uniti, la definizione è più ampia, a volte comprende i cavalli utilizzati in una qualsiasi delle discipline dei monta da caccia.
In tutto il mondo, l'allevamento di cavalli sportivi è supervisionato dalla World Breeding Federation for Sport Horses . Il WBFSH funge da collegamento tra le organizzazioni di allevamento di cavalli sportivi e la Federazione equestre internazionale (FEI).
Le caratteristiche comuni ai cavalli sportivi di qualità includono quanto segue:
- Conformazione: la maggior parte dei cavalli sportivi possiedono somiglianze nella loro conformazione. Queste includono una spalla inclinata, un collo ben modellato e una schiena discendente. La conformazione ha effetti diretti sul movimento dell'animale e sulla capacità di saltare.
- Movimento: sebbene il movimento possa variare tra le discipline, la maggior parte dei cavalli sportivi viene allevata per una falcata lunga e atletica e un movimento che impiega tutto il corpo. Il trotto e il galoppo dovrebbero avere un buon tempo di sospensione e il cavallo raccoglie naturalmente sotto il corpo le zampe posteriori. Questo movimento rende più facile per il cavaliere insegnare al cavallo a impegnarsi, raccogliere ed estendere il suo passo, che sono qualità necessarie in tutte le discipline del cavallo sportivo.
- Capacità di salto: i cavalli allevati per le discipline di salto possiedono anche una buona propensione al salto, con arti inferiori stretti e una buona parabola . Sono anche allevati per avere una conformazione che permette loro di saltare più in alto.
- Temperamento: a causa della grande quantità di allenamento necessaria per produrre un cavallo sportivo di successo, sono generalmente allevati per l'addestrabilità e la volontà di lavorare. I cavalli di livello olimpico possono essere preferiti un po' più "caldi", temperamento che può essere controllato da cavalieri esperti e sfruttato a proprio vantaggio, mentre quelli destinati all'uso amatoriale sono generalmente allevati per essere più tranquilli e più tolleranti.

## Razze
Molte razze a sangue caldo sono state specificamente selezionate per essere impiegate come cavalli sportivi, in particolare impiegate nel dressage e nel salto ostacoli. I purosangue sono anche comunemente usati come cavalli sportivi, in particolare negli eventi, e alcuni sono stati allevati specificamente come cavalli sportivi, piuttosto che come cavalli da corsa. Tali purosangue tendono ad avere la corporatura più pesante propria del cavallo sportivo, piuttosto che la conformazione più snella del cavallo da corsa. Tuttavia, ci sono stati anche molti casi di ex cavalli da corsa riqualificati come cavalli sportivi di successo. I purosangue sono spesso incrociati con sangue caldo e cavalli da tiro per creare cavalli sportivi, e tali incroci furono anche i progenitori storici della maggior parte delle razze a sangue caldo. Un esempio è l'Irish Sport Horse, incrocio tra il purosangue e il Tiro Irlandese.
Altre razze, come le varie razze di cavalli barocchi, i Quarter Horse americani, i cavalli arabi, i Morgan, diverse razze di pony e persino alcune razze con andatura ambiata come l'American Saddlebred sono talvolta usate come cavalli sportivi. Rappresentanti di molte razze diverse hanno avuto successo ai massimi livelli, sebbene nelle competizioni internazionali i cavalli con antenati a sangue caldo o purosangue siano la maggioranza.